# Lessolo
Lessolo (piemontiul: Léssoj vagy Lesseul) egy északolasz község a Piemont régióban, Torino megyében.

## Elhelyezkedése
Ivreától 8, Biellától 35, Torinótól 57 km-re fekszik.